# Spiderland
是美国摇滚乐队Slint创作的第二张（亦为最后一张）录音室专辑，1991年3月27日由Touch and Go Records发行。专辑录音时的成员四人，分别是主唱兼吉他布莱恩·麦克马汉、吉他大卫·帕霍、贝斯托德·布拉希尔（Todd Brashear）、鼓手布里特·沃尔福德。本专辑的音频工程由布莱恩·保罗森制作，1990年8月间用四天录制完成。器乐与人声旋律在当年夏季创作，歌词则在录音棚中写成。
乐队1986年组建于美国肯塔基州路易维尔，当时乐队成员年纪尚轻，因为同好中西部的朋克摇滚而结识，又受到硬核摇滚的影响，因此渊源，很快另辟方向创作音乐。当录制时已是1990年下半年，其时乐队创作的音乐复杂而独异，富有特色：韵律节奏既不寻常、和声亦不协调、歌曲结构也不匀称。录音带中主唱麦克马汉的人声时而念诵，时而歌咏，时或喊叫。歌词则以记叙文体写作，涉及主题有忧虑、社交恐惧、孤寂、绝望等。
专辑即将发行时，由于麦克马汉罹患抑郁症，乐队解散。在美国，起初几乎无人评论，销量惨淡。然而英国的音乐杂志对专辑甚为欢迎，之后数年专辑销售也逐渐向好，使得其渐而有人追捧，拥趸甚众。1990年代后摇滚及数学摇滚之风兴起，对此普遍认为有开基之功，评论家也将其列为独立摇滚与实验摇滚的一大里程碑，影响后世艺人无算。2005年重组，三次出国巡演中都将此部专辑完整演出。

## 创作背景
成立于1986年，地点在肯塔基州路易维尔。乐队是当地两支乐队解散后于其基础上成立的，其一，其一。成立时乐队成员有大卫·帕霍（吉他）、布里特·沃尔福德（鼓手）、伊森·巴克勒（贝斯），布莱恩·麦克马汉（吉他兼主唱）在乐队首演后不久加入。出道专辑由制作人斯蒂夫·阿尔比尼录制，1989年发行，所用厂牌是和乐队交情深厚的詹妮弗·哈特曼录音磁带（Jennifer Hartman Records and Tapes）。巴克勒对这张专辑不满，以此离队，贝斯由托德·布拉希尔接任。乐队第二张专辑是无标题的迷你专辑（EP），通称。的器乐摇滚为一大特色，惟直到1994年才得以发行。这张迷你专辑反映出乐队新的方向，也表明自从创作录音其出道专辑之后，乐队的音乐手法已愈发老练。

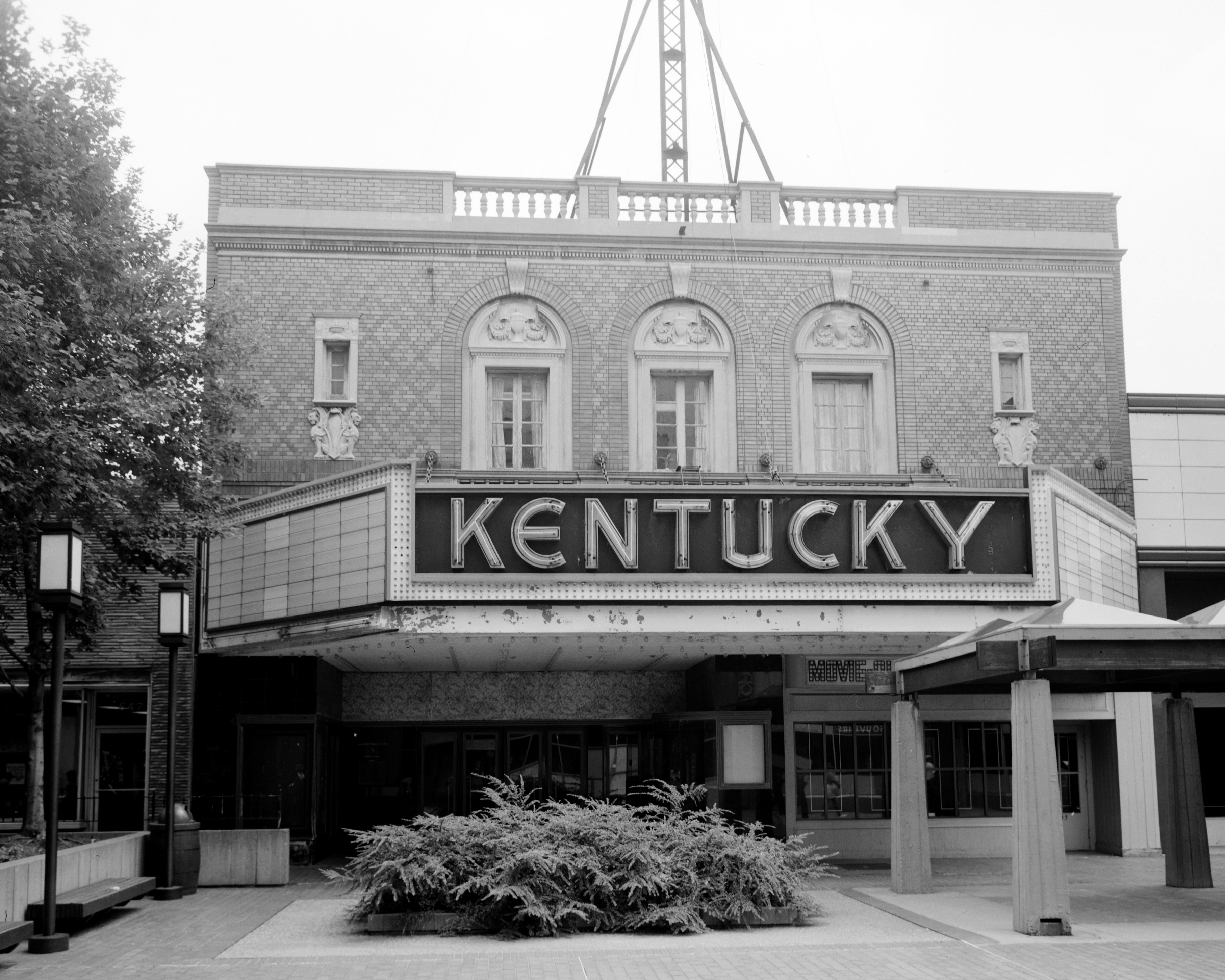
《Spiderland》录制之前，1990年6月23日，Slint在肯塔基剧院（如上图，照片日期不明）某次音乐会上中表演了新歌的纯音乐版

1989年在录音棚制作的吸引了音乐人科里·拉斯克（Corey Rusk）注意，此人是的联合创始人。他表示那张合集「比起真从根子上就不一样……我记得拿到了张磁带，就翻来覆去地听，开的声音他妈实在是大」。1990年初，拉斯克同意担负录音棚棚时费用，承诺乐队下一张唱片由发行。数月前于1989年7月，为和两支乐队助演，在其中首演了四首歌的初期版本，其时方才发行两周。到1990年6月，乐队在肯塔基剧院一场音乐会上用纯音乐演绎了诸曲目，当时已基本定稿。

## 制作与录音
1990年夏，麦克马汉同沃尔福德已为第二张专辑作出六首新曲，乐队这段时间即排演所作的音乐。新曲在当年8月经制作人布莱恩·保罗森之手录音，此人录音具有实况风格，且尽量不重录，因此知名。保罗森日后表示录音「怪妙的……因为我记得我坐在那，就明白这里面有东西。我从来没听过像这样的家伙」。麦克马汉同沃尔福德在即将离开录音室时写下歌词，然而他们此前已经用预录的录音及四轨录音带中的材料制出人声旋律线。专辑主要探讨了跨入成人的种种主题以及围绕成年期将近的焦虑情绪，麦克马汉又不希望其他人在实际录音之前听到歌词或者演唱风格。他提到「我不要排练人声的部分……这经历一遍就过，发泄感情」。
录音期间不乏激切焦虑，时常出现困难。据的文章，录音过程「令人不悦……，有一种说法认为乐队要做完专辑，在过程中时不时就要变得麻木困乏，这里又可作这种说法的证据」。传说此间至少有一名成员入住精神病院。沃尔福德后来提到这类说法并非真实，但乐队当时「的确是在努力认真干活，挺绷着的，就弄得录专辑压力有点大」。录音在四天之内完成。

## 音乐
专辑的吉他演奏，声场宽广、节奏倾倚、动态转换变化出奇、拍号变幻无常，因而受到注意。麦克马汉的歌唱风格则从含混的低语、念白到紧绷的喊叫，乃至书面记叙的风格之间游移。影响了唱片音乐的乐队有四人帮、黑色安息日和音速青年等等。杂志的评论员威尔·赫尔梅总结道，专辑的声音如同「70年代中期的深红之王玩起了：吉他和弦尖叫着，韵律怪僻的器乐奏出华丽的音符交织在一起，或念或唱的歌词在其中星星点点」。杂志则在「结构和音调」上描述乐队，表示「使人回想起差不多在《华盖之月》那个时候的电视乐队，还有疯马；这几个乐队的简约，他们是呼应了；而风格，则肯定是没有」。
歌词的风格多数时候都是叙述性的，有「怪诞」、按「异样的句法」写作之称。人声旋律和唱词都是在预录阶段基本的音轨录制完成之后，由麦克马汉和沃尔福德写作的，其中多数部分，直到录音室的最后一次录音时才让帕霍和布拉希尔听到。加入的人声时常将歌曲带向新的方向，举例如。麦克马汉承担主唱工作时从不自在，他这么做只是因为乐队中除了他没有人愿意作主唱。在中麦克马汉将唱法大大拓宽，将他早年低语喊叫的路数，和一种按传记作家斯科特·滕内特所描述的，传统的「实际的歌唱」，包括在了一起。
开头的音轨描写在嘉年华中和算命师度过的一天。歌曲由复杂的吉他编曲和尖锐的转调支撑，其中吉他在主歌中是声音清澈、带有泛音的段；在副歌则变幻出沉重而高亢的失真。是第二首曲目，受到1922年上映的德国表现主义默片《诺斯费拉图》启发。主歌中包含不协和的吉他，声音高亢，与中者相似，曲中的鼓点则以小鼓和筒鼓为中心；副歌部分的特色是「锯齿形」失真的吉他，以及「重重击钹，带着快速的鼓点加花」，接着歌曲无缝延入一段即兴，最后三十秒以声反馈作结。
沃尔福德在中主唱并演奏主音吉他，歌名是有意改换的字母顺序而成。歌曲的词暧昧不明，用寂静的音调表现，摹写出一个「与世隔绝的灵魂」在酒吧里的某个夜晚，之前、之中、之后的感想。歌曲的速度随着进度推进而加快，到顶峰变得嘈杂失真，然后减回原速。是专辑中最长的一曲，开头是吉他和钹奏出轻声的引子，之后乐队其他成员才加入演奏，属于本曲特色。歌曲直到最后一句唱词都在逐渐积攒张力，随即被失真演奏的巨响打断，接以漫长的尾声。帕霍表示他特别为歌曲中单音的吉他独奏感到自豪，承认「我人生中那个时候，要有谁找我弹个，那平常的怎么来，我就要反着。我不弹一簇的音，就弹一个，不过绕着那个音我还是弄了点料点缀一下。那首歌里就有些酷的怪的东西」。曾经有不明就里的人看到本歌的歌词，以为是自杀遗书。
器乐曲从一段安静的、「忧虑的和弦搏动着，时或有筒鼓、低音鼓加过弱音的隆隆声」的乐段开始，张力在累积和放松之间往复。不同于专辑中其他曲目，本曲中的吉他采用标准定弦，不用效果器。结尾歌曲按一些人的描述是对塞缪尔·泰勒·柯勒律治所作诗歌〈古舟子咏〉的致敬辞，但乐队否认这种说法。本曲按帕霍所说，是专辑中他最喜爱的一首。音乐的支撑是两个和弦的吉他结构，所谓「单薄、绷紧的riff」，另外还有「干涩」的鼓点。在最后一段副歌录音时，由于呼叫声要盖过吉他，造成了劳损，麦克马汉的身体出现问题。《卫报》记者大卫·佩舍克因为史诗般的眼界，将它同齐柏林飞艇放在一起比较，虽然前者意境苍凉、这点上有所不同；佩舍克写道「这杰出的（歌）正为（属于的），若是去了它全部的夸饰的大话，还可想象得出来它的样貌的话」。

## 命名与包装
专辑标题源自麦克马汉的弟弟，他听到录音后认为听感「蜘蛛似的」。黑白色调的封面照片，所摹写的是印第安纳州尤蒂卡一处废弃采石场形成的矿湖，乐队成员在其中蹈水的情景，而由歌手威尔·欧德汉姆拍摄；此人与乐队关系甚好，其父为拍摄了封面。报章赞赏这张照片，认为日后这个羞于露面的乐队，之所以围绕着神秘感，这张照片有所贡献，杂志提到「多数人见到，只是在的封面上看到四个头颅浮在肯塔基的采石场上。听众思索这个乐队装饰简朴的黑白封面，仿佛那是蕴藏着秘密的废墟」。

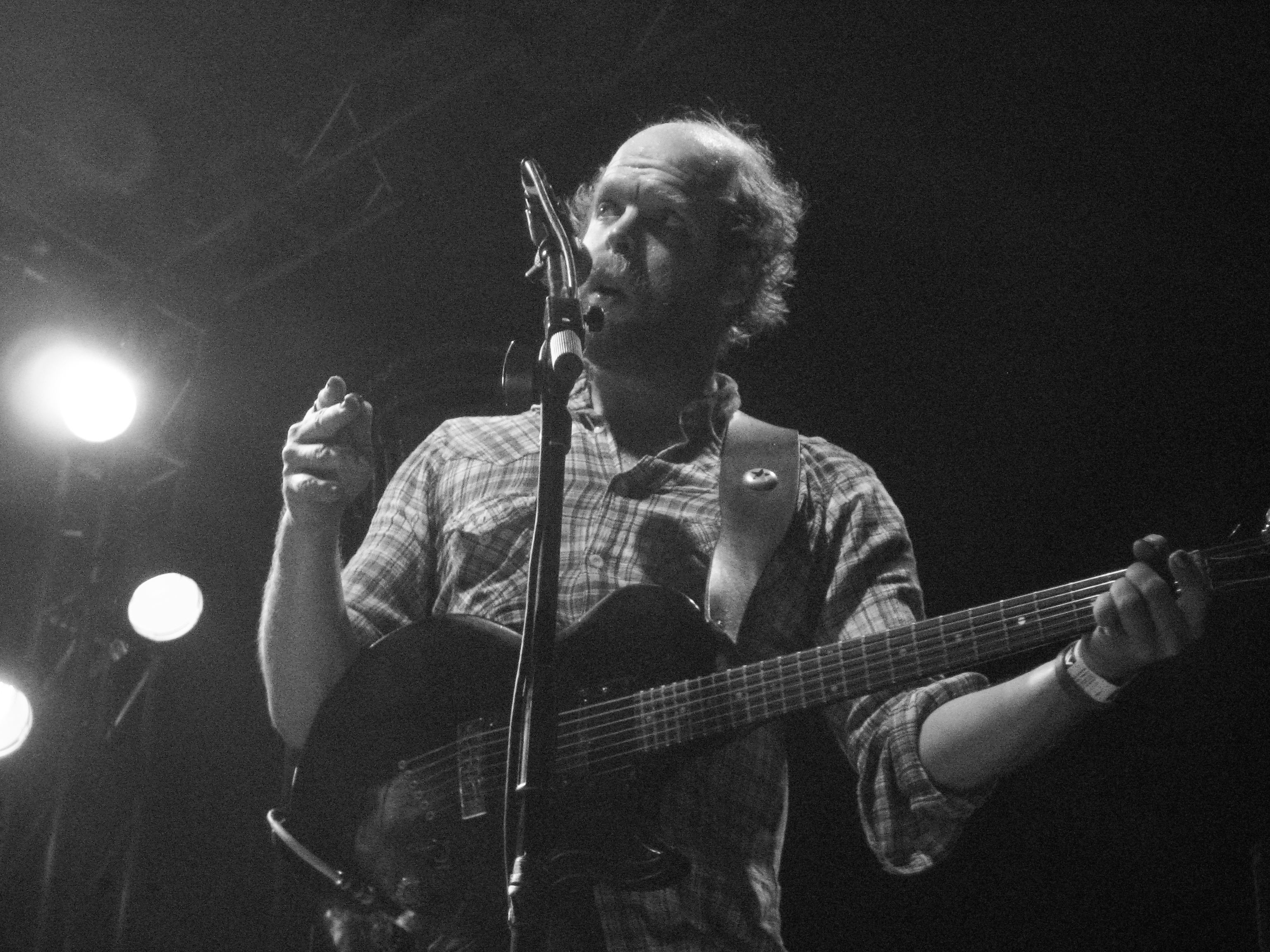
《Spiderland》封面的照片由威尔·欧德汉姆（上图摄于2009年）拍摄，此人是乐队的朋友，后来与乐队中数名成员合作创作音乐

《密歇根日报》的克里斯·盖里格写道专辑封面「如此精准地抓住了充满喜悦的恐惧、以及专辑的暴力，震撼心灵。这群人——没在水中，直到下颌，脸上带着精神错乱的微笑——似乎要来追你的踪迹，在黑白的表面之外徘徊着」。此外另有几张宣传照，是欧德汉姆在同一次摄影中拍摄的。
封底的照片是一只死狼蛛，由诺埃尔·萨尔兹曼（Noel Saltzman）拍摄，此人还为1994年未命名的迷你专辑拍摄封面照片，惟不具名。萨尔兹曼打暑假工时，在棚子中发现一只蜘蛛。因为拍摄时不能保持足够的时间不动，萨尔兹曼将蜘蛛杀死、冷冻，用镊子重新摆好位置，这样拍摄了照片。专辑内部的唱片套中有如下信息：「感兴趣的女歌手就写信寄到路易维尔道格拉斯大道1864号，」。在某些以形式发行的专辑中，有「这部录音适合用黑胶唱片来听」的句子印刷其上，这是在表明对模拟信号的音响设备更为青睐。

## 反响
| 1991年原版       | 1991年原版 |
| 評論得分         | 評論得分   |
| 來源             | 評分       |
| ---------------- | ---------- |
| （1991年）       | 7/10       |
| （1991年）       | [ 18 ]     |
| （1991年）       | [ 36 ]     |
| （1995年）       | 8/10       |
| （1998年第三版） | [ 38 ]     |
| （2000年）       | [ 39 ]     |
| （2001年第四版） | [ 40 ]     |
| （2004年第四版） | [ 41 ]     |
| （在线评价）     | [ 42 ]     |

当正在为发行作准备时，乐队解散了。结果原计划到欧洲的巡演取消，专辑得到的宣传极其微少。由此专辑不能成功吸引到听者，不能在大学广播台中令人留下印象，也无法在英美的唱片排行榜中露面。实际上，专辑并未得到美国的音乐出版社以及粉丝杂志的注意。将专辑说成是「天才的」，但只是在讲到肯塔基当地的专栏中顺带提及一二。粉丝杂志的作者不能对专辑发表评论，因为其收到的专辑，标签有破损，又没有要求换新。麦克马汉承认那时乐队并没有寻求同记者联系，「那会其实没有很好的基础条件，能把消息往大规模去放的。我们绝对是避开了这些东西」。
首先报道专辑的是英国的音乐出版社。记者埃德温·庞西在1991年3月23日发行的杂志上对专辑发表评论，发现专辑的音乐借鉴了音速青年，但总结道「在的内核中有些新颖的东西在涌动，也许下次就都能揭示明白了」。一周后的1991年3月30日，前一张专辑的制作人阿尔比尼向杂志投稿的评论刊载发表。他赞扬音乐独创新颖、感情上紧张强烈，同时也称赞制作人保罗森的工作清晰直截。阿尔比尼表示，他本人制作的只是「暗暗点了一下他们的天才之处」，至于宣示出的那种「持久的力量」却并不怎样具备。他为专辑作出「他妈的十颗星」之高评价，预测专辑将得到高度的称赞，写道：「是张了不起的唱片……谁要是还能让摇滚乐打得动的话，就不该错过这个。不出十年，它就会成为里程碑，到时候你想买张盘子就得费力抢了」。
发行第一年，专辑只卖出数千张。即使几年之后，专辑据估计也只卖出不超过五千张。在专辑将要发行的那段时间，仍然是当地无名的小角色，而专辑面世时，乐队已经解散，成员各自投向新的企划，认为将「不过是又闪了一下」。
杂志1991年2月号中，评论员麦克·努恩称赞乐队有着「慢慢爬向的成功」，但警告说这一乐队的声音要花时间才能完全欣赏得了。1992年9月，本·汤普森在杂志中同时评论两部专辑，当时乐队的声望已经渐渐上涨，他表示「像人行道」之类的乐队正在「向他们致敬，因为他们是新岔路的指示灯」；「这些唱片第一次发行时把人弄得迷惑也不奇怪」，他这样写，部分的原因在于听众当时已经准备好期待来一部直接的噪音摇滚——这种想法「纯属红鲱鱼」，将那种「内向得吓人」的声音掩盖了。尽管汤普森发现相比更好接受，他还是写道前者「还是得要把脑袋伸得离扩音器近近的（或者买副耳机），如果你想弄明白到底说了、唱了什么的话。前提是你真想弄明白」。根据传记作家斯科特·滕内特的说法，充满褒扬的评论并未能吸引到商业上的注目，但在那些年没有这篇文章，则专辑一定会沦落到无名的境地，这篇评论使得专辑免于此境，也是成功。

## 后世影响
许多后摇乐队，如魔怪、神佑黑帝、Isis、天空爆炸等等，据分析都受到重大的影响。恐龙二世和Sebadoh两个乐团的共同成员卢·巴洛表示专辑「从安静到大声」，听上去不像之前有过的音乐，仿佛「一种新的音乐」；PJ哈维则将专辑列入她1992年的「今日十专」录音清单中。人行道乐队的鲍勃·纳斯塔诺维奇将排进最喜爱的专辑之中。专辑的封面，在歌曲的音乐视频里也由乐队重现了一回。论者认为对「数学摇滚这种体裁的基本经纬」至关重要。佩舍克描述道，专辑是「后来称为后摇滚的那种音乐的原文本，是对摇滚乐的拦腰截断、近乎几何化的再度想象，剥去了它狄俄倪索斯式的冲动」。杂志的蕾切尔·迪韦恩称为「音乐史上或许是影响最不成比例的一张（专辑）」。网的斯图亚特·贝尔曼提到专辑，表示「在90年代末2000年代初那段时间激起了一大群半流行的乐队，让他们选用了专辑中从低语到嘶吼的式样。对一切那些还要从地下室中诞生的乐队来说，专辑所提供的，正是无边的灵感」。2015年，网将专辑纳入他们制作的「古今最邪僻后硬核十一盘」名单中。
2010年代，的马克·德明将描述为90年代最特出最重要的一批专辑之一，2003年，网则将专辑列为1990年代专辑第十二佳。罗伯特·克里斯特高不甚热情，表示不论「觉得不中用的情感」，他们实际上仍是「那种玩艺术摇滚的，没有自负的勇气」，还评论说歌词不合他的喜好。在《新滚石专辑指南》中，记者马克·兰德尔感到即使比更好理解，然而「那一点像是调子的地方都没有的东西不停地唠叨」。的创始人科里·拉斯克观察到是「现在像个典型了。但它发出来那时，没人在乎啊！专辑发出来的时候乐队已经散了，发行的那年卖得也真不怎么好，写它的文章也真没那么多。但它是革命的、开天辟地的唱片，有时人们就是过后一段才跟得上，这就是个例子」。

### 乐队重组

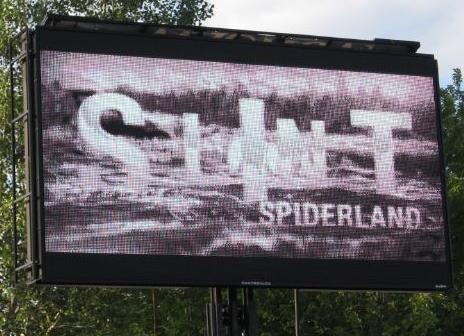
2007年Pitchfork音乐节上，宣传Slint演出的广告牌

1990年11月乐队解散后，成员们各自在别的企划中演奏，这其中值得一提的有乌龟乐队、威尔·欧德汉姆的、以及。在2005年，短暂重组，举行十八天的巡演。帕霍表示他们并不「想要做个重新聚在一起没完的重组乐队……我知道就会是这样了」。乐队在2007年又在音乐节致敬经典专辑的系列音乐会上演奏，随后又开启一段巡演，包括在当年的音乐节和春声音乐节上演出。
评论员在评价重组时，观点有所分歧。一些看法认为乐队以录音室为基础的音乐从根本上就不适合现场演出的环境。《芝加哥太阳报》的吉姆·德罗加蒂斯写道尽管「乐迷欢迎（在音乐节上的演出）得就像迎接天上降下的吗哪……音乐人那脆弱的、纠结的吉他旋律线、诗歌上咕哝的尝试、不能振奋人心的瞪鞋式的角色形象，在这种环境、这种场合下太不搭调了」。德罗加蒂斯和网的评论都注意到乐队的表演受到声音问题的困扰。而照网尼克·卡图奇的评论，他们「忧虑的、制作挑剔的专辑，过了十六年，最后响了起来……像是存在主义的、宇宙倾圮的不屑耸肩，就像设想中它该是的样子。要说的是：听起来真的牛逼」。

### 所获荣誉
| 颁奖单位 | 国家地区 | 奖项                        | 年份   | 排名 |
| -------- | -------- | --------------------------- | ------ | ---- |
|          | 美国     | 90年代90大专辑（The 90 Greatest Albums of the ’90s）          | 1998年 | 34   |
|          | 美国     | 1990年代百大专辑（Top 100 Albums of the 1990s）        | 1999年 | 12   |
|          | 英国     | 全年代百大专辑——2000（All Time Top 100 Albums - 2000）    |        | 55   |
|          | 英国     | NME全年代百大专辑——2003（NME’s 100 Best Albums - 2003） |        | 53   |
|          | 美国     | 百大专辑，1985–2005（100 Greatest Albums, 1985–2005）     | 2005年 | 94   |
|          | 英国     | 全年代五百大专辑（The 500 Greatest Albums Of All Time）        | 2013年 | 314  |

## 数字修复版套装专辑
| 2014年套装专辑 | 2014年套装专辑 |
| 綜合得分       | 綜合得分       |
| 來源           | 評分           |
| -------------- | -------------- |
|                | 99/100         |
| 評論得分       |                |
| 來源           | 評分           |
| （2014年）     | [ 80 ]         |
| （2014年）     | [ 81 ]         |
| （2014年）     | 10/10          |
| （2014年）     | [ 82 ]         |
| （2014年）     | [ 83 ]         |
| （2014年）     | 9/10           |

2014年，将以及其中一个由鲍勃·韦斯顿从原本的模拟母盘作数字修复的版本重新发行。增加的几道音轨由乐队挑选，包括小样、花絮和一场现场演出。两首转变期的曲目，即（其录音号称包含了阿尔比尼所能打出的一次最有水平的鼓点）两曲也是在当年录音期间录制的，但当时未能加入专辑。专辑中还包括1989年一次演出中翻唱尼尔·杨作品的现场录音，开场就有听众起哄「回家去」。
的马拉·埃阿金对修复版的录音表示赞赏，但对新增的几首曲目评价微妙。对于，他认为两首曲目是「十分高品质的数学摇滚片段，可是不够伟大，又不像是中一切的内容那样，给人留下那么强烈的印象」。为供稿的杰米·阿特金斯则认为专辑中的小样体现出乐队编排的细心，现场录音则体现出乐队当时达成的默契。至于翻唱的，阿特金斯评价道「在自己的场上跨起疯马，在一个慢慢发展、异常阴冷的时候骑着它跑走了」。

## 曲目列表
全部的音乐由创作，实际具体的创作者列于下表。作词者布莱恩·麦克马汉、布里特·沃尔福德。
| 曲序     | 曲目      | 作曲     | 时长  |
| -------- | --------- | -------- | ----- |
| 1.       | [ 註 5 ]  |          | 5:55  |
| 2.       | [ 註 6 ]  |          | 5:35  |
| 3.       | [ 註 7 ]  |          | 6:28  |
| 4.       | [ 註 8 ]  |          | 8:50  |
| 5.       | [ 註 9 ]  |          | 5:05  |
| 6.       | [ 註 10 ] |          | 7:38  |
| 总时长： | 总时长：  | 总时长： | 39:31 |

| 数字版额外曲目 | 数字版额外曲目 | 数字版额外曲目 |
| 曲序           | 曲目           | 时长           |
| -------------- | -------------- | -------------- |
| 7.             | [ 註 11 ]      | 15:38          |
| 总时长：       | 总时长：       | 55:09          |

| 2014数字修复豪华版 | 2014数字修复豪华版         | 2014数字修复豪华版 |
| 曲序               | 曲目                       | 时长               |
| ------------------ | -------------------------- | ------------------ |
| 1.                 | （数字修复）               | 5:54               |
| 2.                 | （数字修复）               | 5:34               |
| 3.                 | （数字修复）               | 6:27               |
| 4.                 | （数字修复）               | 8:49               |
| 5.                 | （数字修复）               | 5:05               |
| 6.                 | （数字修复）               | 7:41               |
| 7.                 | （地下室试弹）             | 7:05               |
| 8.                 | （地下室试弹）             | 4:48               |
| 9.                 | （小样）                   | 7:34               |
| 10.                | （《》花絮的粗糙混音）     | 4:44               |
| 11.                | （《》花絮）               | 7:59               |
| 12.                | （《》之后正在制作的歌曲） | 7:22               |
| 13.                | （《》之后的小样）         | 5:57               |
| 14.                | （1989年3月3日芝加哥现场） | 8:36               |
| 15.                | （四轨人声小样）           | 7:21               |
| 16.                | （四轨人声小样）           | 5:23               |
| 17.                | （四轨人声小样）           | 3:33               |
| 18.                | （埃文斯顿录音）           | 0:45               |
| 19.                | （埃文斯顿录音）           | 3:18               |
| 20.                | （埃文斯顿录音）           | 4:39               |
| 总时长：           | 总时长：                   | 1:58:34            |

## 制作人员
专辑包装上没有记录乐队成员的姓名。下列人员名单取自1999年马丁·斯特朗的《另类硬地摇滚大全》（The Great Alternative & Indie Discography）。沃尔福德在一曲中任主唱和吉他，并有帕霍的吉他伴奏。
Slint
- 托德·布拉希尔 – 贝斯 （曲目1–2、4–6）
- 大卫·帕霍 – 吉他 （曲目1–6）
- 布莱恩·麦克马汉 – 主唱 （曲目1–2、4、6）；伴唱（曲目3）；吉他（曲目1–2、4–6）
- 布里特·沃尔福德 – 鼓 （曲目1–2、4–6）；伴唱（曲目2、6）；主唱（曲目3）、吉他（曲目3）

其他人员
- 威尔·欧德汉姆 – 照片（「乐队照」）
- 布莱恩·保罗森 – 音频工程
- 诺埃尔·萨尔兹曼 – 照片（「蜘蛛照」）

## 发行历史
| 地区               | 年份   | 厂牌        | 载体    |
| ------------------ | ------ | ----------- | ------- |
| 多地               | 1991年 |             | CD 黑胶 |
| 美国、加拿大       | 1995年 | CD          |         |
| 美国               | 2004年 | 黑胶        |         |
| 美国               | 2011年 | CD          |         |
| 美国、加拿大、日本 | 2014年 | CD 黑胶 DVD |         |
| 美国、欧洲         | 2022年 | 黑胶        |         |

### 文内引注
1. ↑  即为前文中提到的。
2. ↑  原文，最后的数字是邮编。
3. ↑  其创作在之后，而在大部分内容之前。
4. ↑  尼尔·杨经常合作的乐队。
5. ↑  大意「面包屑痕」。
6. ↑  大意「诺斯费拉图之人」。诺斯费拉图是吸血鬼的名字。
7. ↑  本歌名是的拆字谜。
8. ↑  大意「洗涤者」。
9. ↑  器乐曲。
10. ↑  大意「早安，船长」。
11. ↑  大意「尤蒂卡矿湖，夜中」。

### 引用来源
- Albini, Steve.  . Melody Maker (London). 1991-03-30.
- Ankeny, Jason. . AllMusic.   [2021-04-06]. （原始内容存档于2018-03-30）.
- Anon., n.d. . Metacritic.   [2014-06-25]. （原始内容存档于2018-07-12）.
- Atkins, Jamie. . Record Collector. No. 426 (London). 2014-04  [2014-06-09]. （原始内容存档于2023-08-26）.
- Baines, Huw. . Guitar.com. 2021-03-17  [2021-04-24]. （原始内容存档于2023-03-29）.
- Bangs, Lance (director).   (DVD). Chicago: Touch and Go Records. 2014.
- Berman, Stuart. . Pitchfork. 2014-04-16  [2021-04-06]. （原始内容存档于2023-04-19）.
- Blandford, James R.  . London: Omnibus Press. 2004. ISBN 1-84449-433-0.
- Butler, Will. . Gigwise. 2015-12-02  [2022-01-14]. （原始内容存档于2023-03-20）.
- Carlson, Dean. . Bogdanov, Vladimir; Woodstra, Chris; Erlewine, Stephen Thomas  (编).   4th. San Francisco: Backbeat Books. 2001. ISBN 0-87930-627-0 –the Internet Archive .
- Catucci, Nick. . Vulture. 2007-07-18  [2021-03-05]. （原始内容存档于2018-03-30）.
- Christgau, Robert. .  . New York: St. Martin's Griffin. 2000. ISBN 0-312-24560-2.
- Crock, Jason. . Pitchfork. 2006-09-05  [2012-10-14]. （原始内容存档于2018-03-30）.
- Deming, Mark. . AllMusic.   [2018-03-30]. （原始内容存档于2019-05-18）.
- DeRogatis, Jim.  . Chicago Sun-Times. 2007-07-15.
- DeRogatis, Jim. . Chicago Sun-Times. 2007-07-16  [2021-04-06]. （原始内容存档于2016-10-12）.
- Devine, Rachel. . The List. 2007-08-16  [2021-04-05]. （原始内容存档于2018-06-13）.
- Eakin, Marah. . The A.V. Club. 2014-04-15  [2021-04-06]. （原始内容存档于2023-08-26）.
- Goldberg, Michael Alan.  . SF Weekly. 2007-07-18.
- Gordon, Scott; Modell, Josh; O'Neal, Sean; Ryan, Kyle. . The A.V. Club. 2007-07-18  [2021-04-24]. （原始内容存档于2010-06-08）.
- Harrington, Richard. . The Washington Post. 2005-03-18  [2012-10-14]. （原始内容存档于2012-02-06）.
- Diver, Mike. . Drowned in Sound. 2008-04-24  [2021-04-05]. （原始内容存档于2018-03-30）.
- Dominguez, Kirk ("Krk"). . Flipside. No. 74 (Los Angeles). 1991-09 –the Internet Archive.
- Gaerig, Chris. . Michigan Daily. 2007-09-20  [2021-04-05]. （原始内容存档于2008-02-20）.
- Hermes, Will.  . Spin. 2005-07.
- Irvin, Jim.  . Edinburgh: Mojo Books. 2001. ISBN 1-84195-067-X.
- Jovanovic, Rob.  . Boston: Justin, Charles & Co. 2004. ISBN 1-932112-07-3.
- Larkin, Colin (编). .   VI 3rd. London: Muze. 1998. ISBN 0-333-74134-X –the Internet Archive .
- Larkin, Colin (编). .   VII 3rd. London: Muze. 1998: 5075. ISBN 0-333-74134-X –the Internet Archive .
- Lutz, Ramona. . Maximumrocknroll. No. 74 (San Francisco). 1991-09 –the Internet Archive.
- Male, Andrew. . Mojo. London. 2014-03-26. （原始内容存档于2019-06-24）.
- Male, Andrew.  . Mojo. No. 246 (London). 2014-05.
- Maginnis, Tom. . AllMusic.   [2021-04-24]. （原始内容存档于2018-03-30）.
- Maginnis, Tom. . AllMusic.   [2021-04-24]. （原始内容存档于2018-03-30）.
- Maginnis, Tom. . AllMusic.   [2021-04-24]. （原始内容存档于2018-03-30）.
- Maginnis, Tom. . AllMusic.   [2021-04-24]. （原始内容存档于2018-03-30）.
- Maginnis, Tom. . AllMusic.   [2021-04-24]. （原始内容存档于2018-03-30）.
- McMahon, James.  . Kerrang!: 666 Albums You Must Hear Before You Die! (London). 2011-11.
- Mercer, Ben. . Dallas Observer. 2002-07-11  [2021-03-05]. （原始内容存档于2018-03-30）.
- Minsker, Evan. . Pitchfork. 2014-01-30  [2021-04-04]. （原始内容存档于2018-03-31）.
- Noon, Mike. . Reviews: The New Discs. Select. No. 8 (London). 1991-02  [2021-06-23]. （原始内容存档于2017-07-19） –selectmagazinescans.monkeon.co.uk.
- Olsen, Mark. . Los Angeles Times. 2014-03-18. （原始内容存档于2017-04-19） –LATimes.com .
- Parker, Chris. . Independent Weekly. 2005-02-09  [2021-04-06]. （原始内容存档于2018-03-30）.
- Pattison, Louis.  . Uncut. No. 204 (London). 2014-05.
- Perry, Andrew.  . Q. No. 334 (London). 2014-05.
- Peschek, David. . The Guardian. 2005-02-28  [2012-10-13]. （原始内容存档于2018-03-30）.
- Pouncey, Edwin.  . NME (London). 1991-03-23.
- Puckett, Jeffrey Lee. . The Courier-Journal (Louisville, Kentucky). 2014-04-16. （原始内容存档于2020-07-14）.
- Randall, Mac. . Brackett, Nathan; Hoard, Christian  (编).   4th. New York: Fireside Books. 2004. ISBN 0-7432-0169-8 –the Internet Archive .
- Sarig, Roni. . New York: Billboard Books. 1998. ISBN 0-8230-7669-5 –the Internet Archive .
- Segal, Dave. . The Stranger. 2005-03-10  [2021-04-06]. （原始内容存档于2018-03-30）.
- Shteamer, Hank. . Rolling Stone. 2020-03-25  [2021-03-26]. （原始内容存档于2023-02-09）.
- Simpson, Dave. . The Guardian (London). 2014-05-01. （原始内容存档于2020-03-15）.
- . Southern Records.   [2012-10-13]. （原始内容存档于2009-07-16）.
- . NME. 2007-03-23  [2021-04-05]. （原始内容存档于2008-10-06）.
- . Southern Records.   [2012-10-14]. （原始内容存档于2009-08-03）.
- . Pitchfork. 2003-11-17  [2012-10-13]. （原始内容存档于2010-12-29）.
- Simpson, Dave. . The Guardian. 2023-08-24  [2023-08-24]. ISSN 0261-3077. （原始内容存档于2023-11-14） （英国英语）.
- Strong, Martin C. . . Edinburgh: Canongate Books. 1999. ISBN 0-86241-913-1 –the Internet Archive .
- Sutton, Terri. . Weisbard, Eric; Marks, Craig  (编).  . New York: Vintage Books. 1995. ISBN 0-679-75574-8.
- Tennent, Scott.  . 33⅓ 75. New York: Continuum International Publishing Group. 2011. ISBN 978-1-4411-7026-2.
- . Consequence of Sound. 2013-10-25  [2021-03-27]. （原始内容存档于2021-03-12）.
- Thompson, Ben. . Soundcheck. The Wire. No. 103 (London). 1992-09  [2023-02-09]. （原始内容存档于2023-02-09） –Exact Editions .
- Turner, Luke. . The Quietus (London). 2014-07-11  [2021-04-05].
- Wojtas, Michael. . Under the Radar. Lexington, Virginia. 2014-10-15  [2021-05-29]. （原始内容存档于2023-02-24）.
- Zoladz, Lindsay. . Pitchfork. 2013-07-16  [2021-04-24]. （原始内容存档于2023-02-09）.